# José Luis Carranza
José Luis Carranza Vivanco (Lima, 8 gennaio 1964) è un ex calciatore peruviano.

## Carriera
Iniziò la sua carriera nella stagione 1985, ha giocato la sua prima partita nell'Universitario de Deportes dove rimase per vent'anni.
Ha giocato anche nella nazionale peruviana.

## Palmarès

### Club

#### Competizioni nazionali
- Campionato peruviano: 8

Universitario: 1985, 1987, 1990, 1992, 1993, 1998, 1999, 2000